# Fermí Nadal i Valls
Fermí Nadal i Valls (Reus, 1759 - Cadis, 1811) va ser un metge militar català. Estudià medicina i cirurgia al Reial Col·legi de Cirurgia de Cadis, i al llicenciar-se el 1781 embarcà per fer campanya al Canal de la Mànega, on serví en diverses naus. Ascendit a cirurgià primer el 1789, navegà a Cuba, Lima, Buenos Aires, Canàries, Filipines i el Mediterrani. El 1793 formava part de l'esquadra hispana-anglesa que ocupà Toló, quan la ciutat es revoltà contra la Convenció francesa i que després fou presa per Napoleó Bonaparte, on va atendre els ferits a un hospital de la ciutat. Reembarcat, anà a Montevideo i després a Cadis, on el 1797 va embarcar a la nau "Salvador del Mundo" que participà en la batalla del cap de Sant Vicenç. Va ser fet presoner per l'esquadra anglesa i dut a Lagos on hi va estar sis mesos atenent ferits a l'hospital. Retornat a Cadis, es va doctorar en cirurgia i fou professor al Real Colegio, on donà classes de química, farmàcia, matèria mèdica i fórmules. Va descobrir un sistema per sanejar l'aigua de mar que la feia útil per netejar ferides o roba. El 1800 va dirigir l'hospital de l'Armada mentre durà l'epidèmia de febre groga que feu molts morts a les poblacions de la badia de Cadis. El 1805 era "Ayudante de Embarco" càrrec que equivalia a cap de Sanitat de l'Armada. Va embarcar al Príncipe de Asturias, nau capitana dels navilis espanyols a la batalla de Trafalgar. El vaixell va ser bombardejat i rodejat diverses vegades, i feriren a la majoria de la marineria, als oficials i a l'Almirall Gravina, als que Nadal va atendre com va poder. El Príncipe de Asturias va poder arribar a l'entrada de la badia de Cadis, on, amb una barca, van desembarcar Gravina i altres ferits per portar-los a l'hospital de Cadis. Atès Gravina per Nadal, no va poder aturar una septicèmia que el va dur a la mort. Fermí Nadal va obtenir una càtedra al Real Colegio de Cirugía de Cadis el 1806. El 1810 va aconseguir el doctorat en Medicina. Seguí de catedràtic fins al 1811, quan va morir a Cadis el 28 de juny.

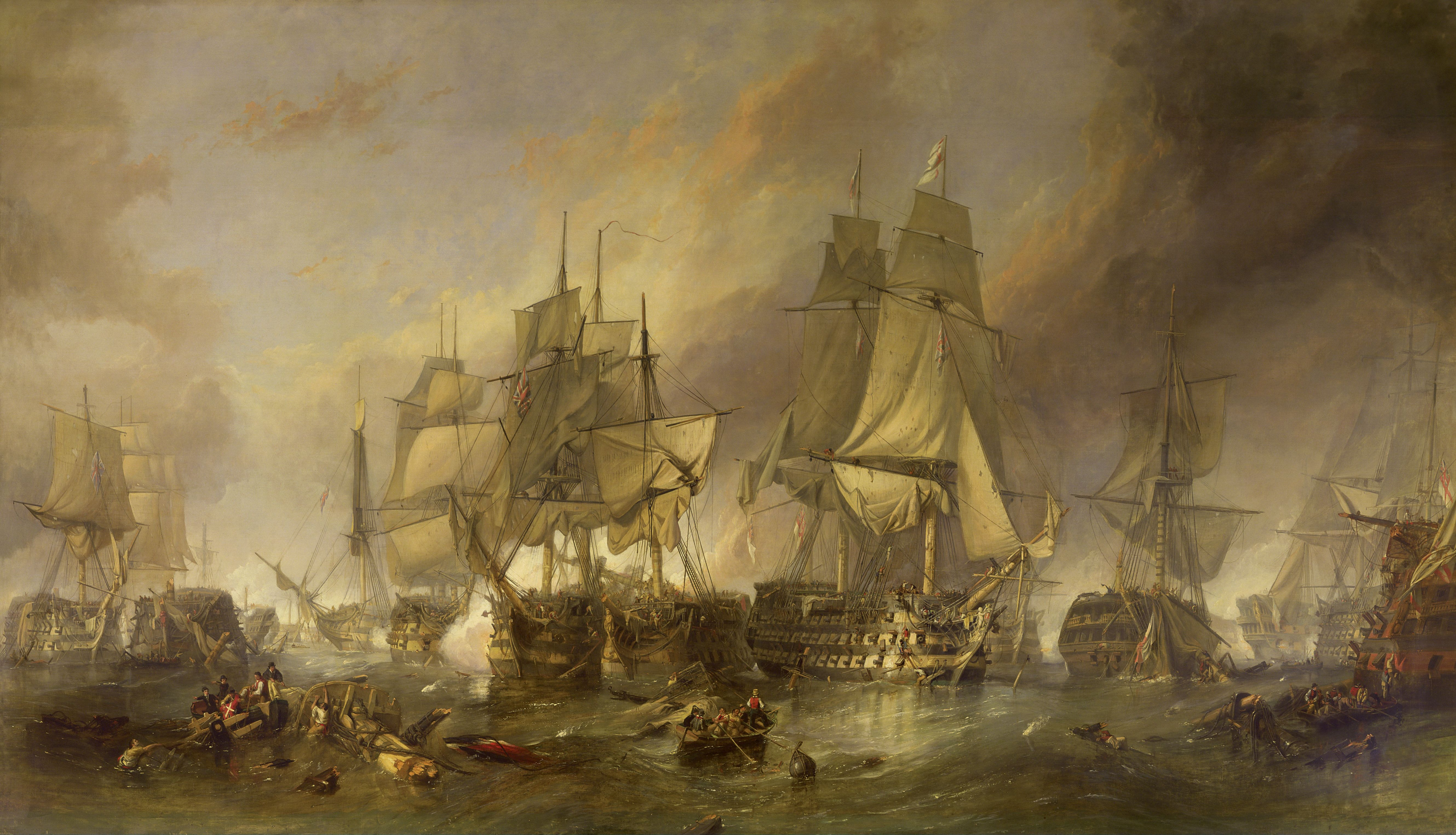
Batalla de Trafalgar per William Clarkson Stanfield